# Brügg
Brügg là một đô thị ở huyện Nidau ở bang Berne ở Thụy Sĩ. Đô thị này có diện tích 5 km², dân số năm 2005 là 3909 người.
Đô thị này nằm bên bờ sông Aare cự ly khoảng 3 km từ điểm con sông này chảy ra khỏi hồ Biel.